# أوراق نقدية من الدولار الأمريكي
بين عامي ١٧٧٥ و١٧٧٩، أصدر الكونغرس القاري أوراقًا نقدية قارية. ثم كانت هناك فترة استخدمت فيها الولايات المتحدة الذهب والفضة فقط، بدلًا من العملة الورقية. في عام ١٨١٢، بدأت الولايات المتحدة بإصدار سندات الخزانة، على الرغم من أن الدافع وراء إصدارها كان تمويل النفقات الفيدرالية وليس توفير وسيلة تداول. في عام ١٨٦١، بدأت الولايات المتحدة بإصدار سندات تحت الطلب، وهي أول عملة ورقية أصدرتها الولايات المتحدة وكان الغرض الرئيسي منها هو التداول. ومنذ عام ١٩١٤، أصدرت الولايات المتحدة سندات الاحتياطي الفيدرالي.
منذ عام ١٩٧١، كانت أوراق الاحتياطي الفيدرالي هي الأوراق النقدية الوحيدة المُصدرة للدولار الأمريكي. ولكن في فترات سابقة، كان لدى الولايات المتحدة أنواع متعددة من الأوراق النقدية، مثل الأوراق النقدية الأمريكية (١٨٦٢-١٩٧١)، والأوراق النقدية ذات الفائدة (١٨٦٣-١٨٦٥)، وشهادات الذهب (١٨٦٥-١٩٣٤).

## أوراق الاحتياطي الفيدرالي
صدرت أوراق الاحتياطي الفيدرالي لأول مرة في عام 1914، وهي التزامات على نظام الاحتياطي الفيدرالي. كانت قابلة للاسترداد بالذهب حتى عام 1933. بعد ذلك التاريخ لم تعد قابلة للاسترداد بأي شيء، مثل أوراق الولايات المتحدة (مما أدى لاحقًا إلى توقف إنتاج أوراق الولايات المتحدة). تحولت إلى حجم صغير في عام 1929 وهي النوع الوحيد من العملات المتداولة اليوم في الولايات المتحدة. طُبعت في الأصل بفئات 5 دولار أمريكي و 10 دولار أمريكي 20 دولار أمريكي و 50 دولار أمريكي 100 دولار أمريكي دولار و 500 دولار أمريكي و 1٬000 دولار أمريكي و 5٬000 دولار أمريكي و 10٬000 دولار أمريكي. طُبعت فئات 500 دولار أمريكي و 1٬000 دولار أمريكي و 5٬000 دولار أمريكي و 10٬000 دولار أمريكي آخر مرة في عام 1945 وتوقفت في عام 1969، مما جعل ورقة الـ 100 دولار أمريكي أكبر ورقة نقدية متداولة. أُضيفت ورقة نقدية 1 دولار أمريكي في عام 1963 لتحل محل شهادة الفضة بقيمة 1 دولار أمريكي بعد توقف هذا النوع من العملات. منذ توقف أوراق النقد الأمريكية في عام 1971، أصبحت أوراق الاحتياطي الفيدرالي هي النوع الوحيد من العملات المتداولة في الولايات المتحدة. في عام 1976، أُضيفت ورقة نقدية 2 دولار أمريكي، بعد 10 سنوات من التوقف الرسمي لفئة 2 دولار أمريكي من أوراق النقد الأمريكية. ثبت أن هذه الفئة غير شائعة ويُعامل الآن على أنها تحف فنية، على الرغم من أنها لا تزال تُطبع. بدءًا من عام 1996، أُعيد تصميم جميع الأوراق النقدية باستثناء 1 دولار أمريكي 2 دولار أمريكي بحيث تحمل صورة أكبر للأشخاص المصورين عليها. منذ عام 2004، غُيرت جميع الأوراق النقدية (باستثناء 1 دولار أمريكي و 2 دولار أمريكي) تدريجيًا لتحتوي على ألوان مختلفة لتسهيل التمييز بينها، حتى قُدمت آخر ورقة نقدية من هذا النوع في عام 2013 (100 دولار أمريكي).

## الأوراق النقدية التاريخية

### العملة القارية (1775–1779)

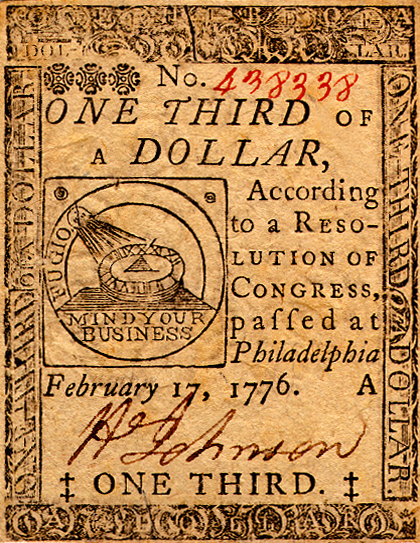
ورقة نقدية من فئة ثلث دولار قارية (الوجه)

قبل الثورة الأمريكية، أصدرت كل مستعمرة من المستعمرات الثلاث عشرة عملتها الورقية الخاصة، والتي كانت غالبًا بالجنيه الإسترليني والشلن والبنسات البريطانية. في عام ١٧٧٦، أصدرت الولايات المتحدة، الدولة حديثة التأسيس، عملة اشتراها المساهمون في الحرب (وُعِدَ بإمكانية استبدالها بالدولارات الإسبانية المضروبة بعد انتهاء الحرب). في البداية، تُداولت الأوراق النقدية بالقيمة المعلنة، ولكن بعد بضعة أشهر بدأت قيمتها بالانخفاض حتى أصبحت شبه معدومة. وافقت الولايات المتحدة على استبدال الأوراق النقدية بسندات خزينة بنسبة ١٪ من قيمتها الاسمية. تراوحت الفئات الصادرة بين 1 دولار أمريكي و 80 دولار أمريكي.

### سندات الطلب (1861-1862)

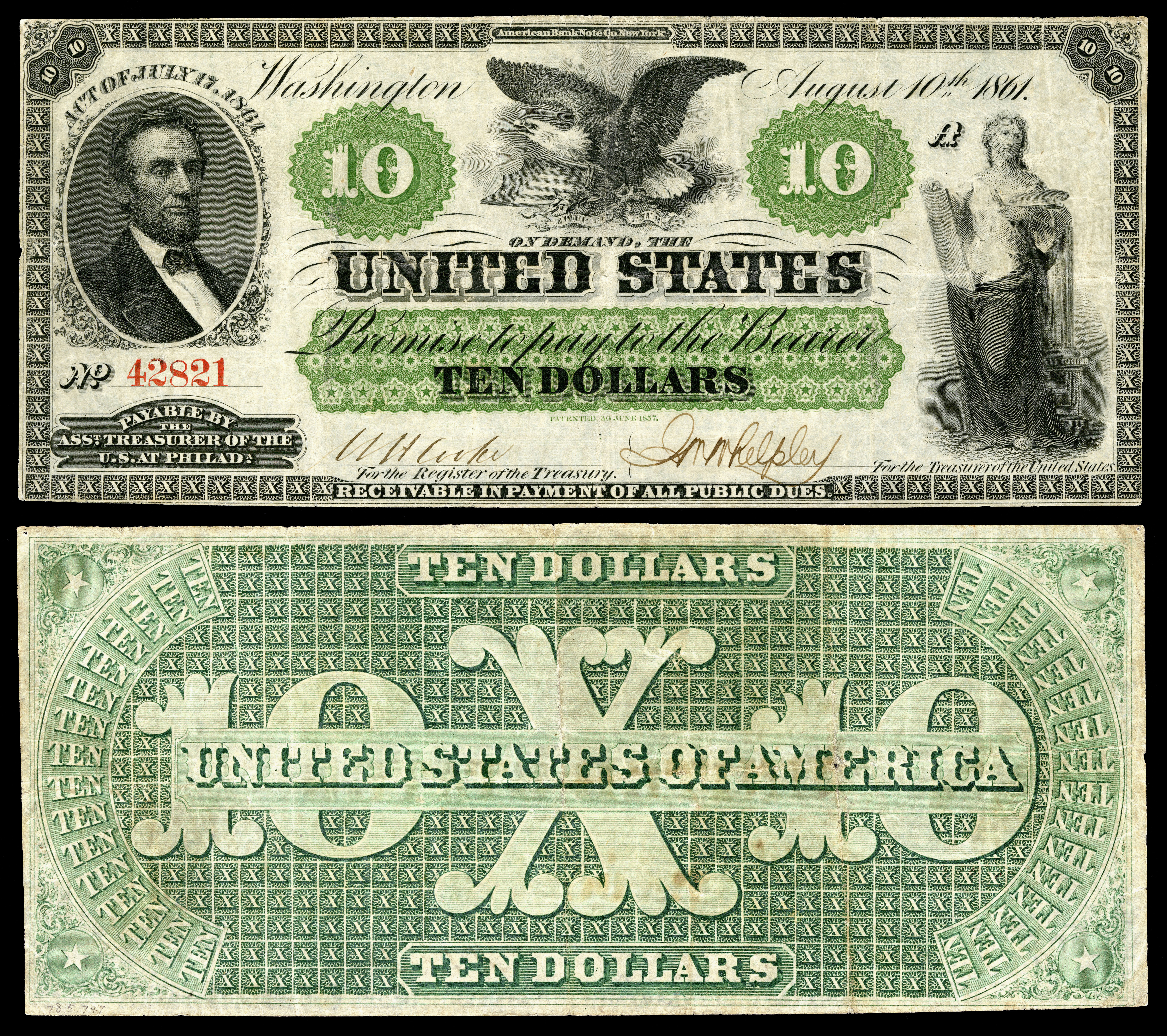
مذكرة طلب بقيمة 10 دولارات

تُعتبر الأوراق النقدية عند الطلب أول عملة ورقية أصدرتها الولايات المتحدة وكان الغرض الرئيسي منها هو التداول. صُنعت هذه الأوراق بسبب نقص العملات المعدنية، إذ اكتنز الناس عملاتهم خلال الحرب الأهلية الأمريكية، وأُصدرت بفئات 5 دولار أمريكي و 10 دولار أمريكي و 20 دولار أمريكي. كانت قابلة للاسترداد بالعملات المعدنية. استُبدلت بالعملات الورقية الأمريكية عام 1862. بعد انتهاء الحرب، استمرت العملات الورقية في التداول حتى يومنا هذا.

### الأوراق النقدية الأمريكية (1862-1971)

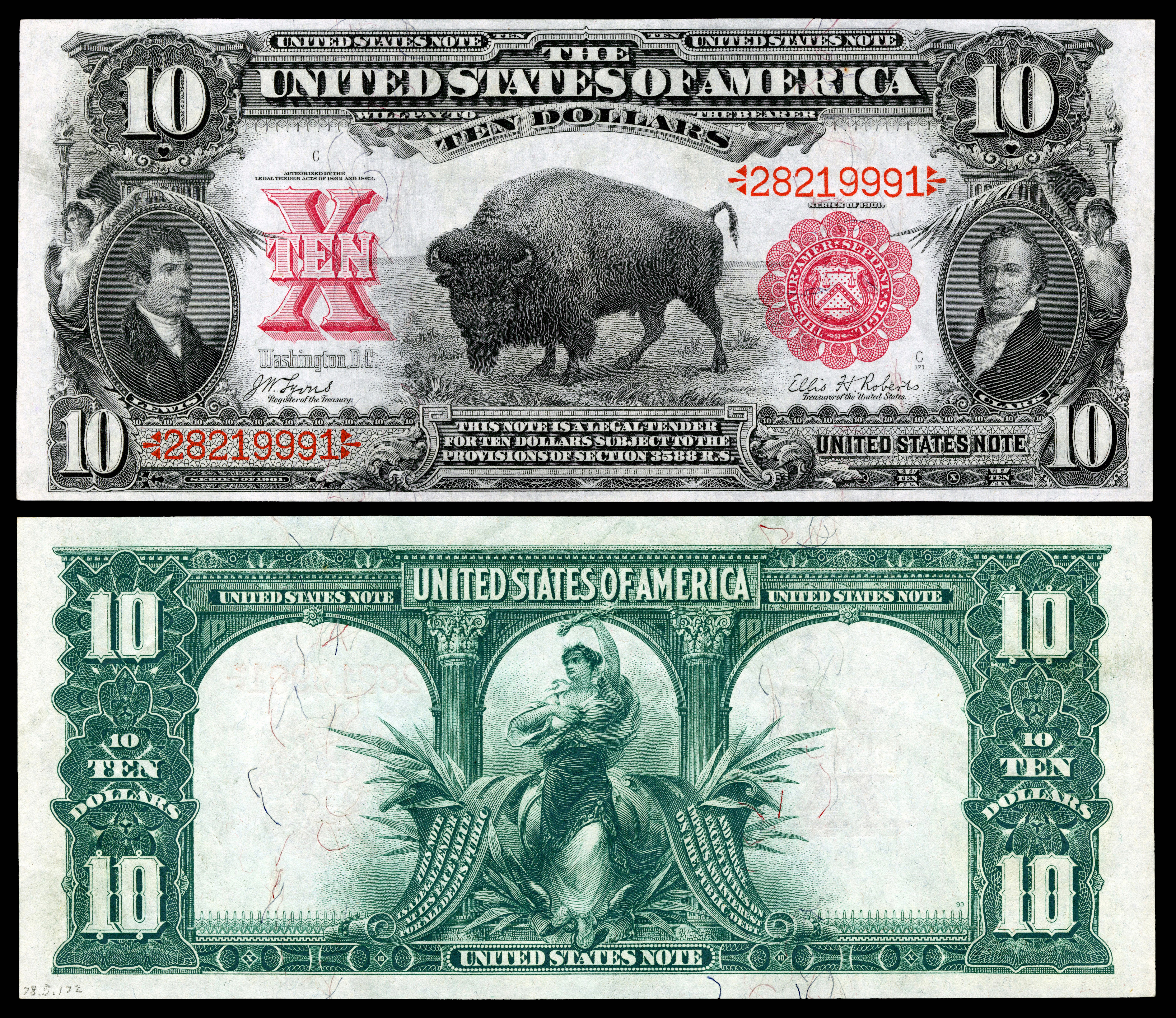
ورقة نقدية كبيرة الحجم بقيمة 10 دولارات أمريكية من عام 1901، تُلقب بـ"ورقة البيسون"

حلّت الأوراق النقدية الأمريكية، المعروفة أيضًا باسم الأوراق النقدية القانونية، محل الأوراق النقدية عند الطلب كعملة رئيسية في الولايات المتحدة. لم تكن قابلة للاسترداد، بل كانت قابلة للاستلام مقابل جميع الضرائب والديون، وهو ما أقنع الناس بتداولها. كانت تحمل ختمًا أحمر، وأُصدرت في الأصل بفئات 1 دولار أمريكي، 2 دولار أمريكي، 5 دولار أمريكي، 10 دولار أمريكي، 20 دولار أمريكي، و 50 دولار أمريكي، 100 دولار أمريكي، 500 دولار أمريكي، و 1٬000 دولار أمريكي. صدرت أوراق نقدية 5٬000 دولار أمريكي و 10٬000 دولار أمريكي عام 1878، ولم تُصدر بعد ذلك. تحوّلت أوراق النقد الأمريكية إلى أوراق نقدية صغيرة الحجم عام 1928، وطُرحت بفئات 1 دولار أمريكي، 2 دولار أمريكي، و 5 دولار أمريكي فقط. في عام ١٩٣٤، عندما توقف صرف أوراق الاحتياطي الفيدرالي بالذهب، كان الفرق الوحيد بينها وبين أوراق النقد القانونية هو أن الأولى كانت التزامات على الاحتياطي الفيدرالي، بينما كانت الثانية التزامات مباشرة على وزارة الخزانة الأمريكية. صُدر 2 دولار أمريكي والخمسة 5 دولار أمريكي حتى عام ١٩٦٦، وكانت ورقة 2 دولار أمريكي متاحة فقط كأوراق نقدية أمريكية. في عام ١٩٦٦، توقف إصدار ورقة الدولارين الأمريكية 5 دولار أمريكي، كما توقف إصدار فئة 2 دولار أمريكي تمامًا. في عام ١٩٦٦، صُدرت ورقة نقدية من 100 دولار أمريكي أمريكي لتلبية المتطلبات القانونية المتعلقة بكمية الأوراق النقدية المتداولة. في عام ١٩٧١، توقف إنتاج الأوراق النقدية الأمريكية، وتوقف إصدارها رسميًا في عام ١٩٩٤.

### العملة الكسرية (1862–1876)

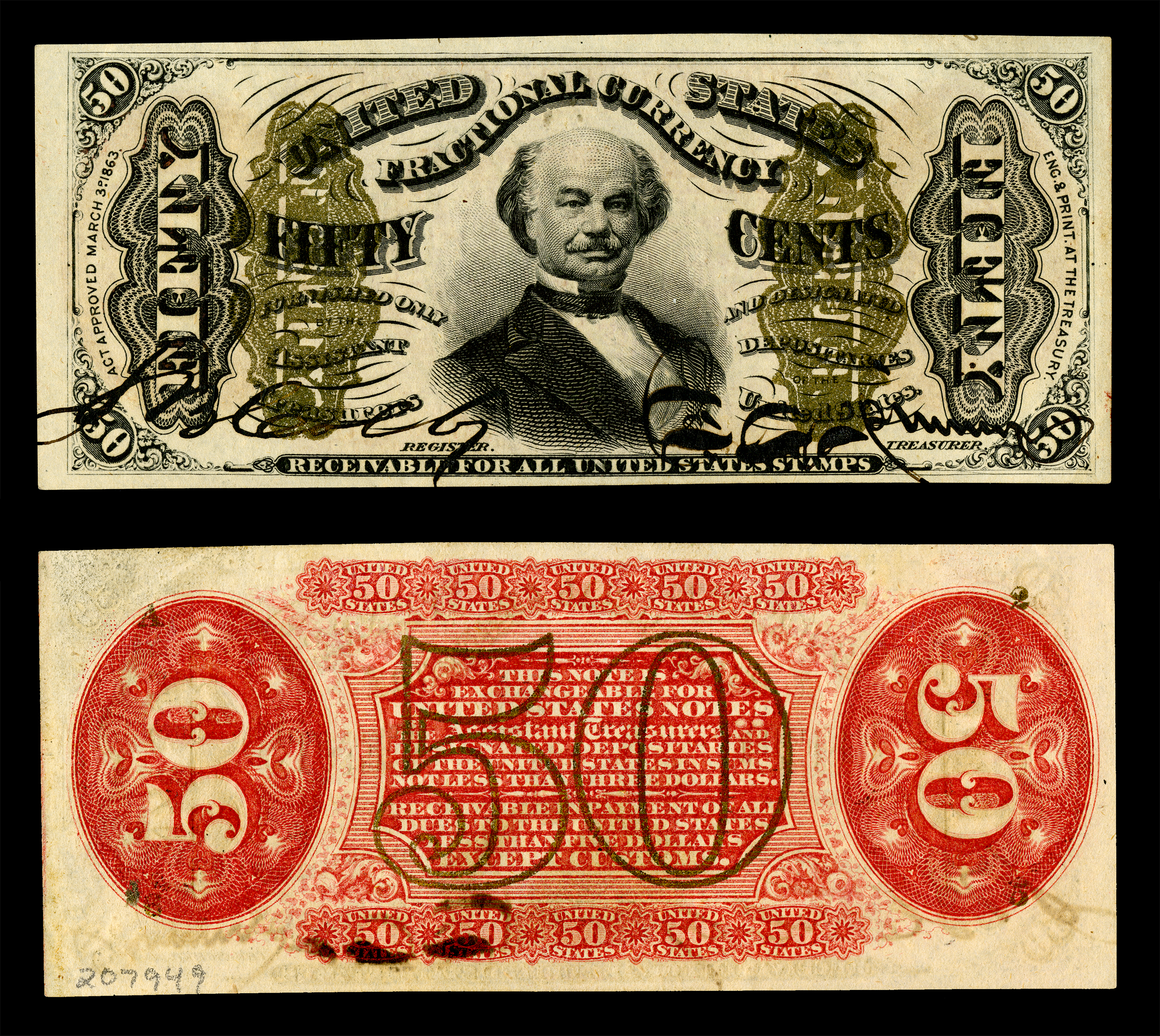
عملة كسرية بقيمة خمسين سنتًا تحمل صورة فرانسيس إي. سبينر

خلال الحرب الأهلية الأمريكية، استحوذت العملات الفضية والذهبية على اهتمام العامة بسبب عدم اليقين بشأن نتائج الحرب. فبدأ الناس باستخدام طوابع البريد بدلاً منها، مغلفين إياها بالمعدن لحمايتها بشكل أفضل. ولحل هذه المشكلة، قررت الحكومة الأمريكية استبدال العملات الورقية التي تقل قيمتها عن دولار واحد بالعملات المعدنية. وكانت الفئات الصادرة هي 3 سنتات، و5 سنتات، و10 سنتات، و15 سنتًا، و25 سنتًا، و50 سنتًا. كما صدرت خمسة إصدارات من العملات الكسرية.

### سندات الخزانة ذات الفائدة المركبة (1863-1864)

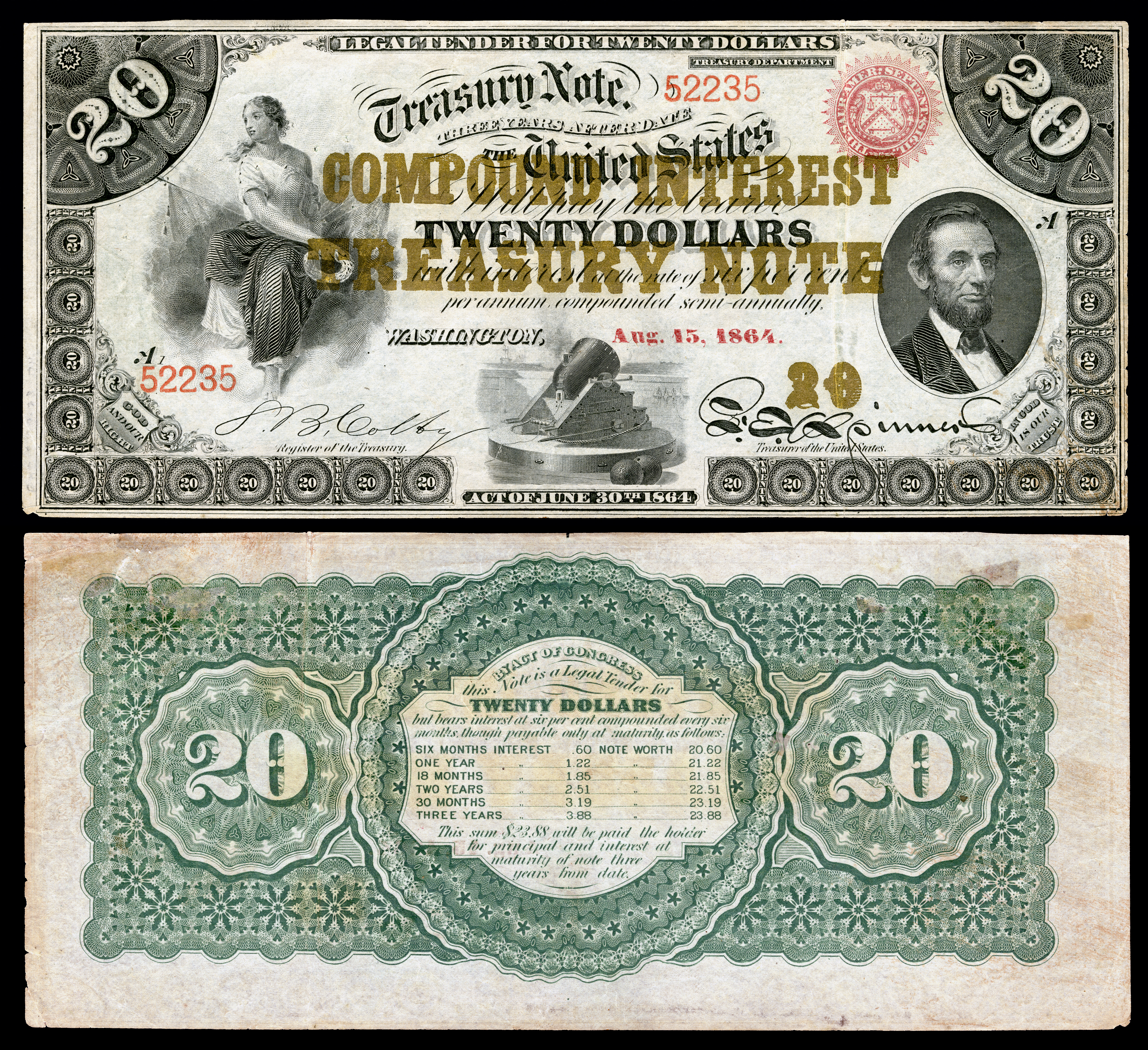
سند خزانة بفائدة مركبة لمدة عامين لعام 1864

في عامي ١٨٦٣ و١٨٦٤، صدرت سندات خزانة بفائدة مركبة. وبلغت فائدة هذه السندات ٦٪ سنويًا، تُدفع نصف سنويًا بعد ثلاث سنوات من إصدارها. وكانت فئاتها 10 دولار أمريكي، 20 دولار أمريكي، 50 دولار أمريكي، 100 دولار أمريكي، و 500 دولار أمريكي، و 1٬000 دولار أمريكي.

### شهادات الذهب (1865–1934)

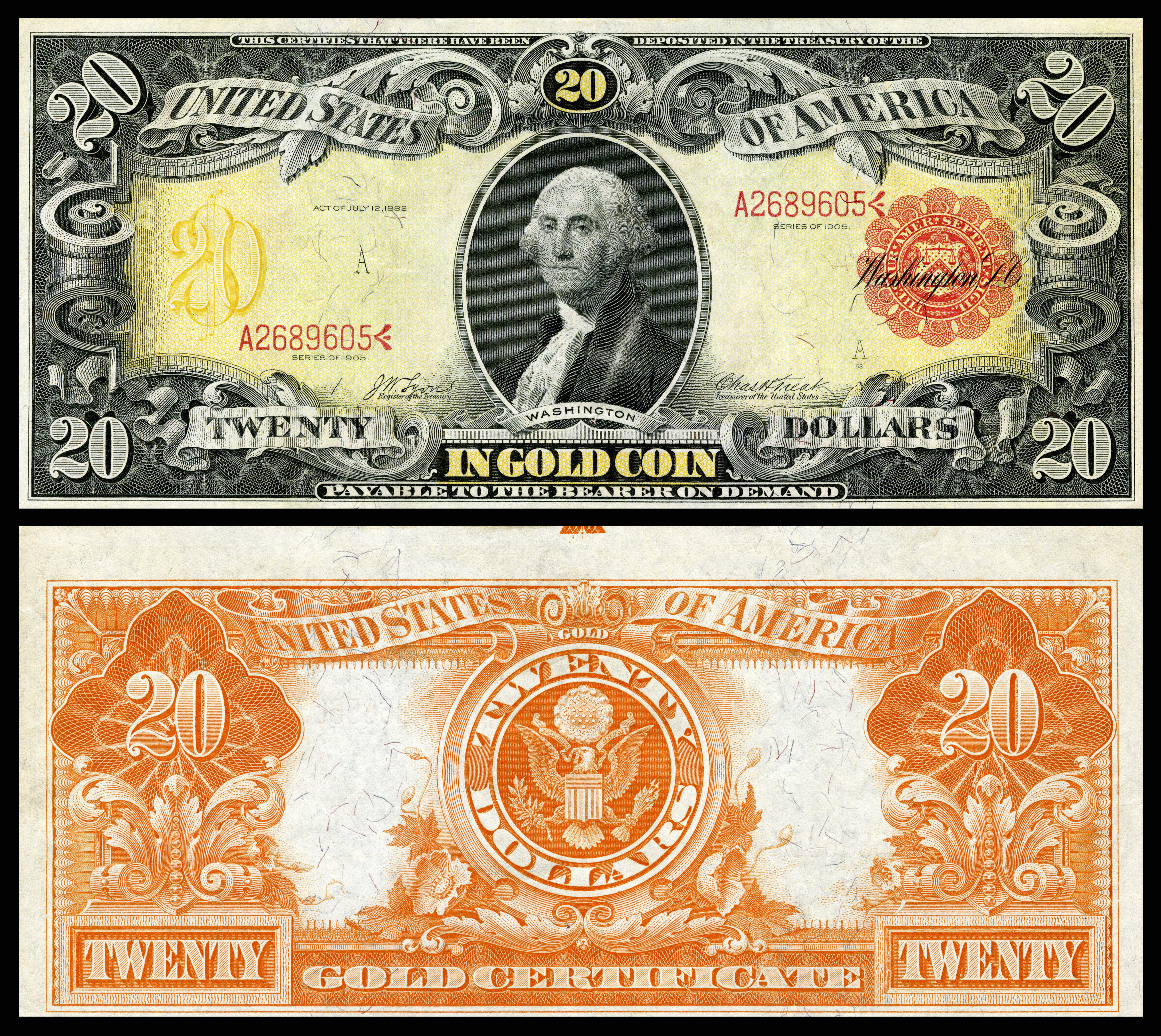
شهادة ذهبية كبيرة الحجم بقيمة 20 دولارًا، تصور جورج واشنطن

صدرت شهادات الذهب من عام ١٨٦٥ وحتى عام ١٩٣٤، وكانت قابلة للاستبدال بعملات ذهبية. وبعد حظر ملكية الذهب في الولايات المتحدة عام ١٩٣٣، أُعيدت إلى التداول بها مقابل أوراق نقدية أمريكية. صدرت بأحجام كبيرة حتى عام ١٩٢٩، ثم بأحجام صغيرة بعد ذلك. صدرت في الأصل بفئات 20 دولار أمريكي، 100 دولار أمريكي، 500 دولار أمريكي، 1٬000 دولار أمريكي، 5٬000 دولار أمريكي، و 10٬000 دولار أمريكي. أُضيفت ورقة نقدية 50 دولار أمريكي عام ١٨٨٢، تلتها ورقة نقدية 10 دولار أمريكي عام ١٩٠٧. كما صدرت ورقة نقدية 100٬000 دولار أمريكي عام ١٩٣٤، استُخدمت فقط في المعاملات بين البنوك، ولكنها لم تُطرح للجمهور. ولا يزال امتلاكها غير قانوني.

### الأوراق النقدية الوطنية (1869-1933)

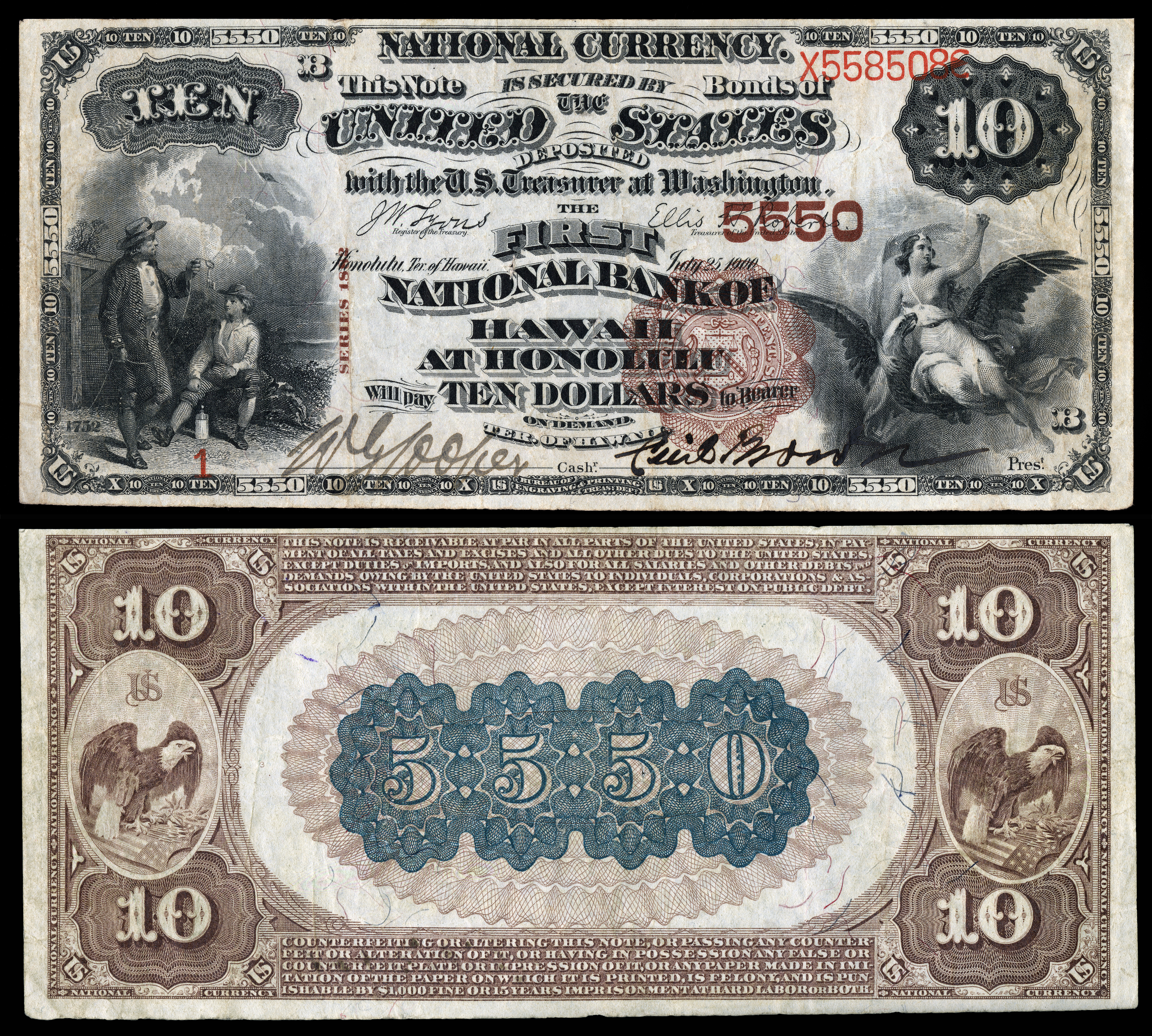
ورقة نقدية بقيمة 10 دولارات صادرة عن البنك الوطني الأول في هاواي في هونولولو

صُدرت الأوراق النقدية الوطنية في الولايات المتحدة من قبل البنوك التي حصلت على ترخيص أو تفويض من الحكومة الفيدرالية. كانت مدة صلاحية الميثاق الممنوح لهذه البنوك 20 عامًا، مع إمكانية التجديد. تميزت هذه الأوراق بتصميم موحد من حيث الشكل والعناصر، مع اختلاف اسم البنك فقط، وصدرَت ضمن ثلاث فترات زمنية تُعرف بفترات الميثاق: من 1869 إلى 1882، ومن 1882 إلى 1902، ومن 1902 إلى 1922.
في عام 1929، وبسبب تداعيات الكساد الكبير، حصل اللجوء إلى إصدار طارئ جديد من هذه الأوراق، لكن هذا الإصدار توقف في عام 1933. شملت الفئات الصادرة: 1 دولار، 2 دولار، 5 دولارات، 10 دولارات، 20 دولارًا، 50 دولارًا، 100 دولار، 500 دولار، و1,000 دولار. وقد طُبعت فئات 1 و2 و500 و1,000 دولار فقط بالحجم الكبير حتى عام 1882.
كانت فئتا 1 و2 دولار من أكثر الفئات تداولًا بين غالبية البنوك المُصدرة. أما ورقة 500 دولار، فلا يُعرف اليوم سوى ثلاث نسخ منها، واحدة منها محفوظة في مجموعة خاصة. وبالنسبة لورقة 1,000 دولار، فلا يُعرف حتى الآن ما إذا كانت أي نسخة منها لا تزال موجودة.

### أوراق البنك الوطني الذهبية (1870-1875)

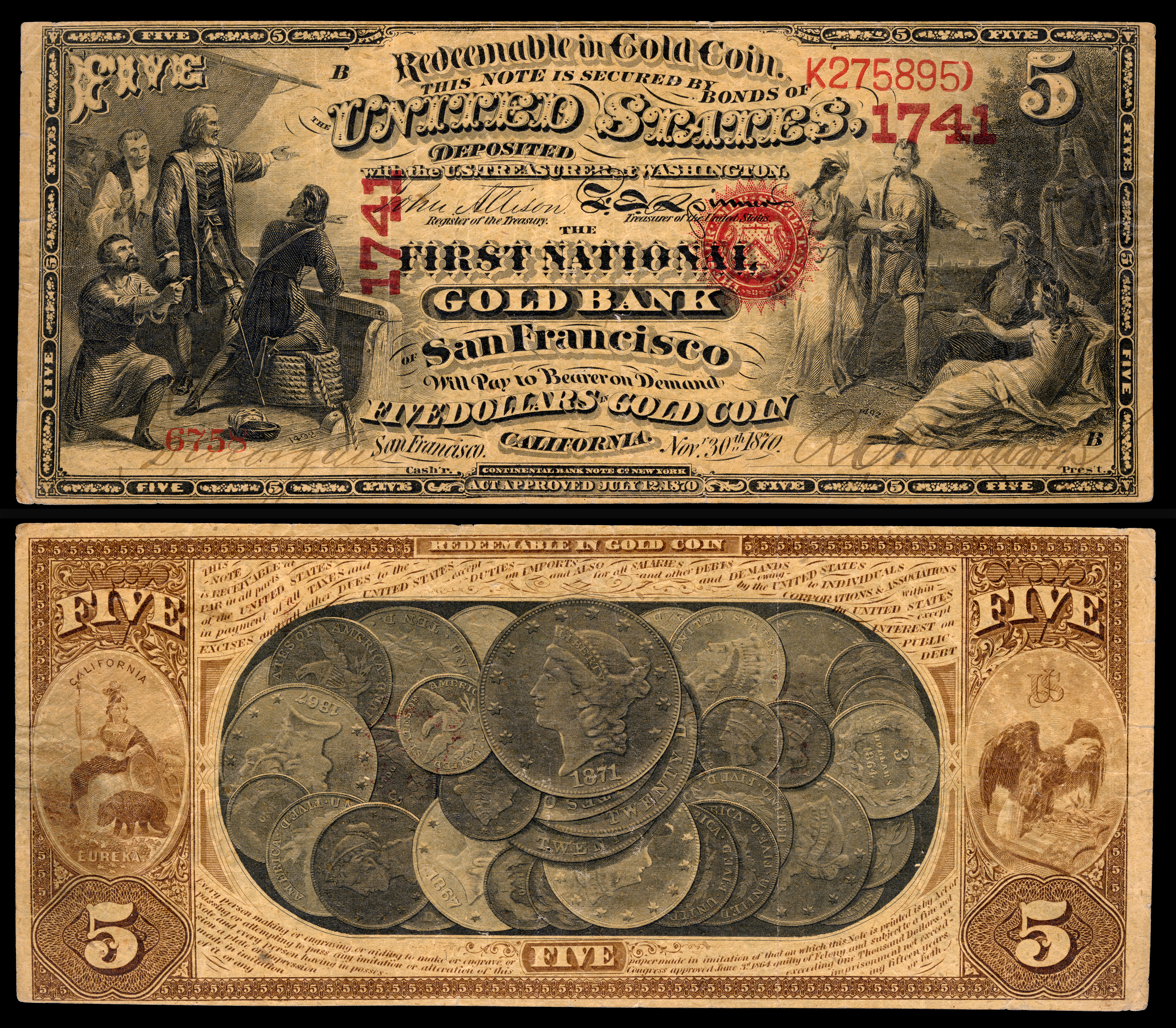
ورقة نقدية ذهبية بقيمة 5 دولارات من البنك الوطني في سان فرانسيسكو

أصدرت بنوك خاصة، معظمها من كاليفورنيا، أوراقًا نقدية ذهبية وطنية. يشبه مفهومها مفهوم الأوراق النقدية الوطنية، مع فارق أن هذه الأوراق كانت قابلة للاسترداد بالذهب. صدرت بين عامي 1870 و1875 بفئات 5 دولار أمريكي، 10 دولار أمريكي، 20 دولار أمريكي، و 50 دولار أمريكي، و 100 دولار أمريكي، و 500 دولار أمريكي. جميعها نادرة، وتُعد فئة 5 دولار أمريكي الأكثر شيوعًا، حيث يوجد منها 427 نسخة معروفة، بينما تُعتبر فئة 50 دولار أمريكي الأندر، حيث يوجد منها 7 نسخ فقط. أما فئة 500 دولار أمريكي فلا يُعرف عنها وجود.

### شهادات الفضة (1878–1964)

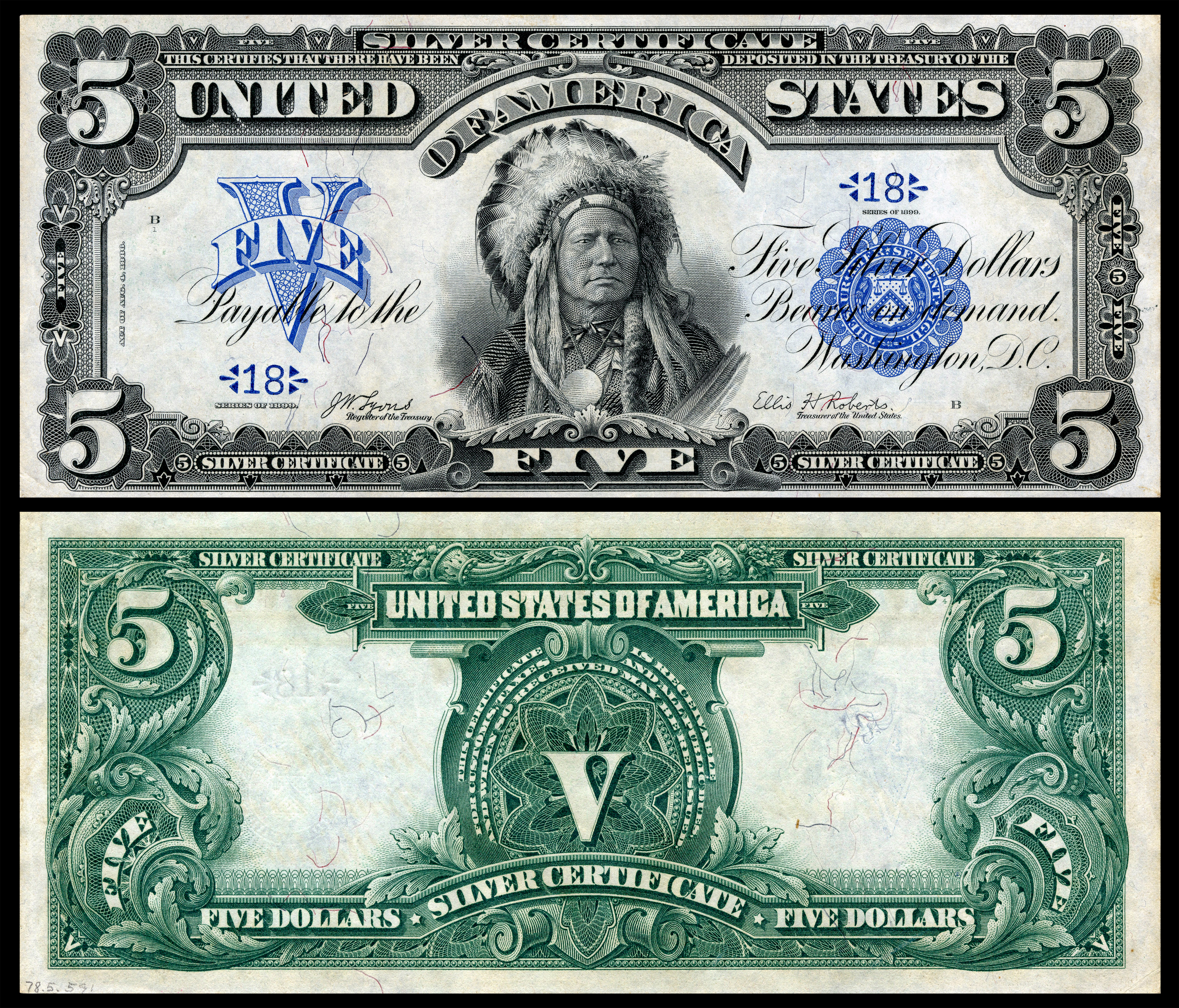
شهادة فضية كبيرة الحجم بقيمة 5 دولارات، تصور الظباء الجاري

صدرت شهادات الفضة من عام ١٨٧٨ إلى عام ١٩٦٤، وكانت قابلة للاسترداد بعملات فضية حتى عام ١٩٦٧، ثم بسبائك فضية خام. منذ عام ١٩٦٨، لم تعد قابلة للاسترداد إلا بعملات الاحتياطي الفيدرالي. سُحبت من التداول عام ١٩٦٤، بالتزامن مع العملات الفضية. صدرت بأحجام كبيرة حتى عام ١٩٢٩، ثم بأحجام صغيرة بعد ذلك. صدرت في الأصل بفئات 10 دولار أمريكي، 20 دولار أمريكي، 50 دولار أمريكي، 100 دولار أمريكي، 500 دولار أمريكي و 1٬000 دولار أمريكي. أُضيفت أوراق نقدية 1 دولار أمريكي، 2 دولار أمريكي و 5 دولار أمريكي عام ١٨٨٢. صدرت أوراق نقدية صغيرة الحجم فقط بفئات 1 دولار أمريكي، 5 دولار أمريكي، و 10 دولار أمريكي. صُدرت الأوراق النقدية الصغيرة بختم أزرق، باستثناء الأوراق النقدية الصادرة كإصدار طارئ للجنود الأمريكيين في شمال إفريقيا أثناء الحرب العالمية الثانية، والتي صُدرت بختم أصفر، بالإضافة إلى ورقة نقدية 1 دولار أمريكي صُدرت للاستخدام فقط في هاواي أثناء الحرب العالمية الثانية، والتي كان لها ختم بني.

### شهادة استرداد (1879)

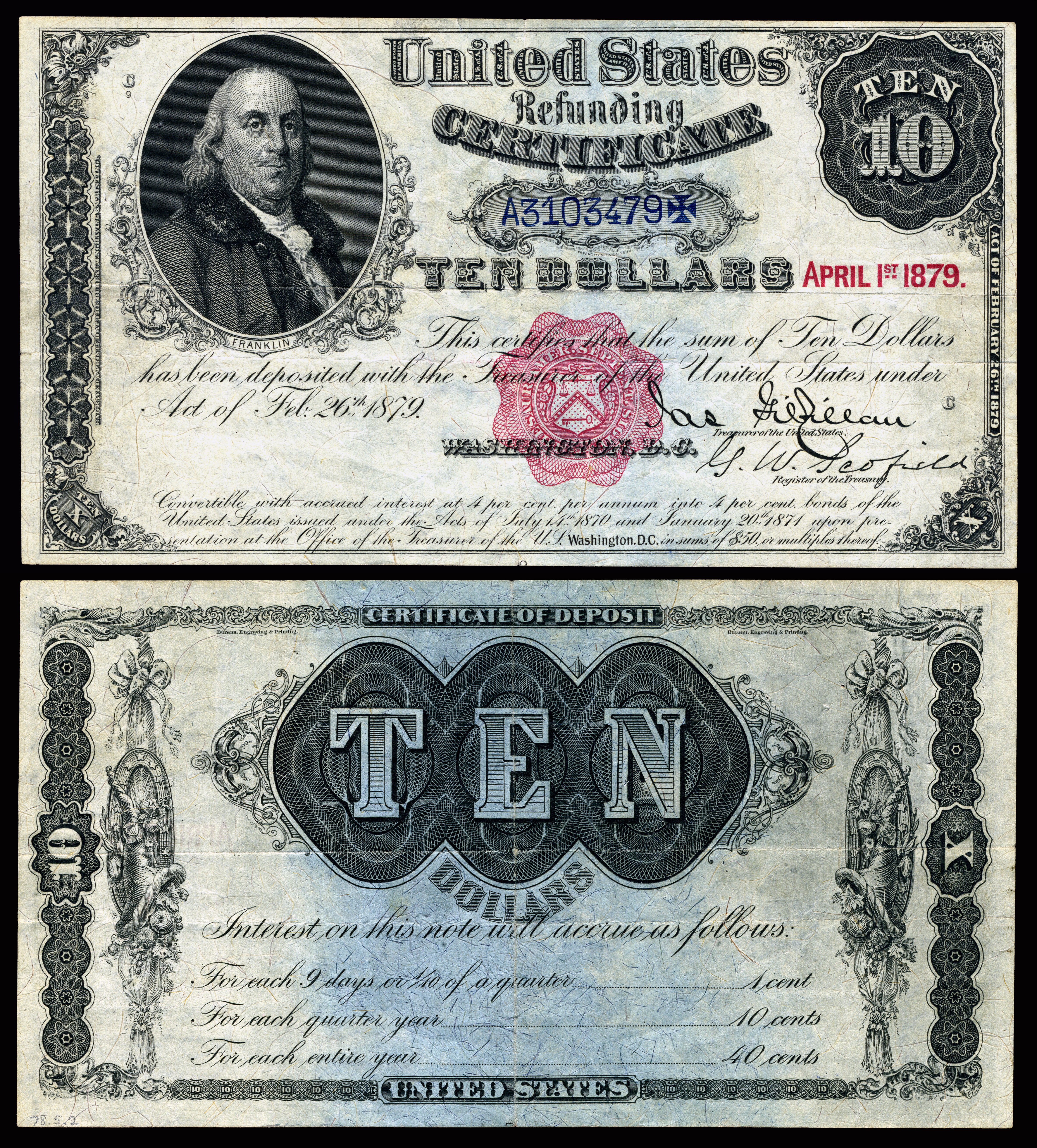
شهادة استرداد

كانت شهادات الاسترداد، التي صدرت عام ١٨٧٩ فقط وبفئة 10 دولار أمريكي فقط، مميزةً بتراكم فوائدها (٤٪ سنويًا) بشكل غير محدود، وكان الهدف من ذلك هو إقناع الناس بشرائها. ومع ذلك، نظرًا لقلة عدد هذه الأوراق النقدية التي استُردت، أصدر الكونجرس عام ١٩٠٧ قانونًا يوقف تراكم الفوائد، ويحدد قيمة الأوراق النقدية عند 21٫30 دولار أمريكي.

### سندات الخزانة أو العملات المعدنية (1890-1891)

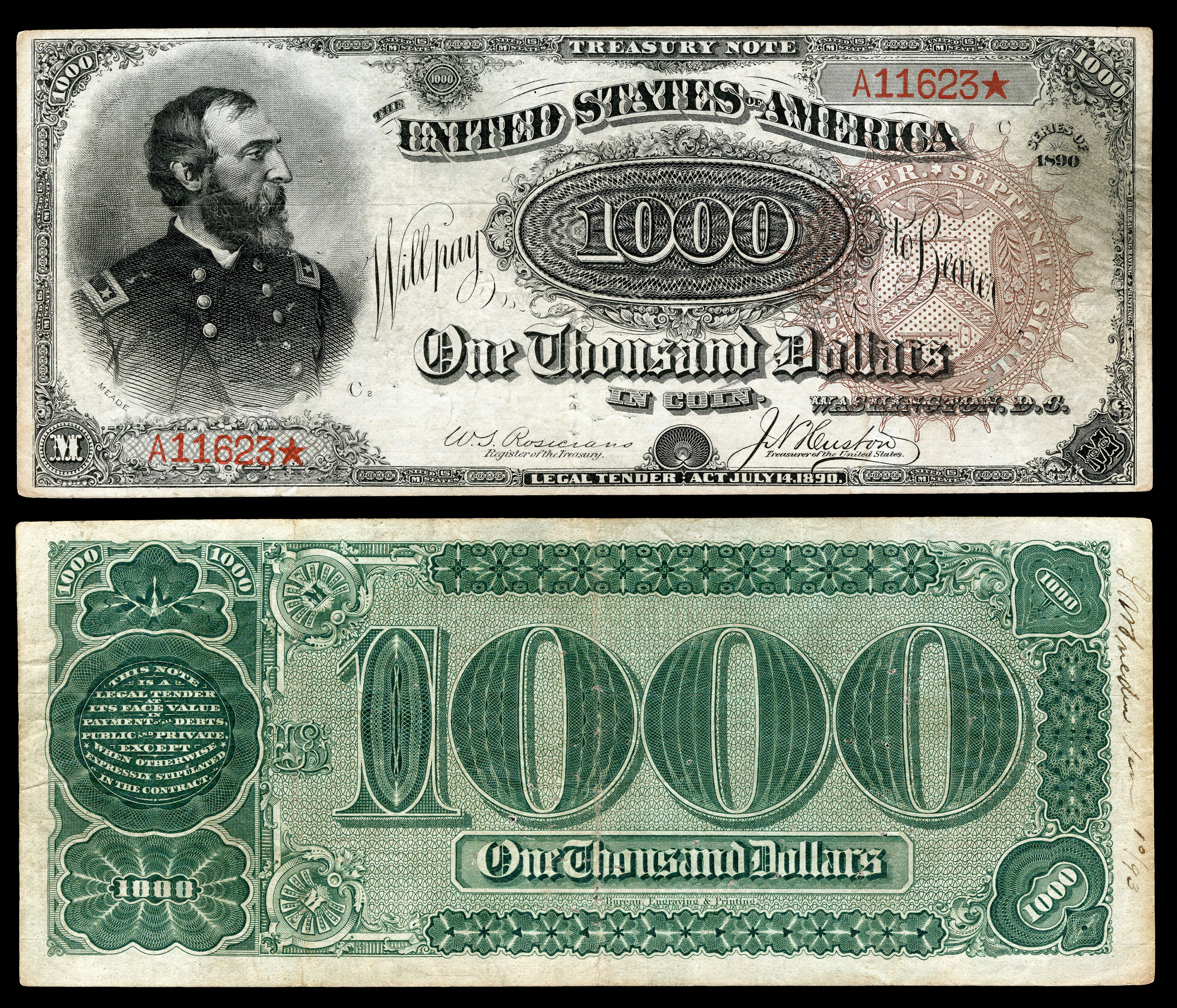
ورقة نقدية لعام 1890، تُلقب بـ "البطيخة الكبرى"

صدرت هذه الأوراق النقدية عامي ١٨٩٠ و١٨٩١، وكانت قابلة للاستبدال بعملات معدنية. وكان وزير الخزانة هو من يقرر ما إذا كانت العملات ستكون فضية أم ذهبية. صدرت في البداية بفئات 1 دولار أمريكي، 2 دولار أمريكي، 5 دولار أمريكي، 10 دولار أمريكي، 20 دولار أمريكي، 100 دولار أمريكي، و 1٬000 دولار أمريكي. طُرحت أوراق نقدية 50 دولار أمريكي و 500 دولار أمريكي عام ١٨٩١.

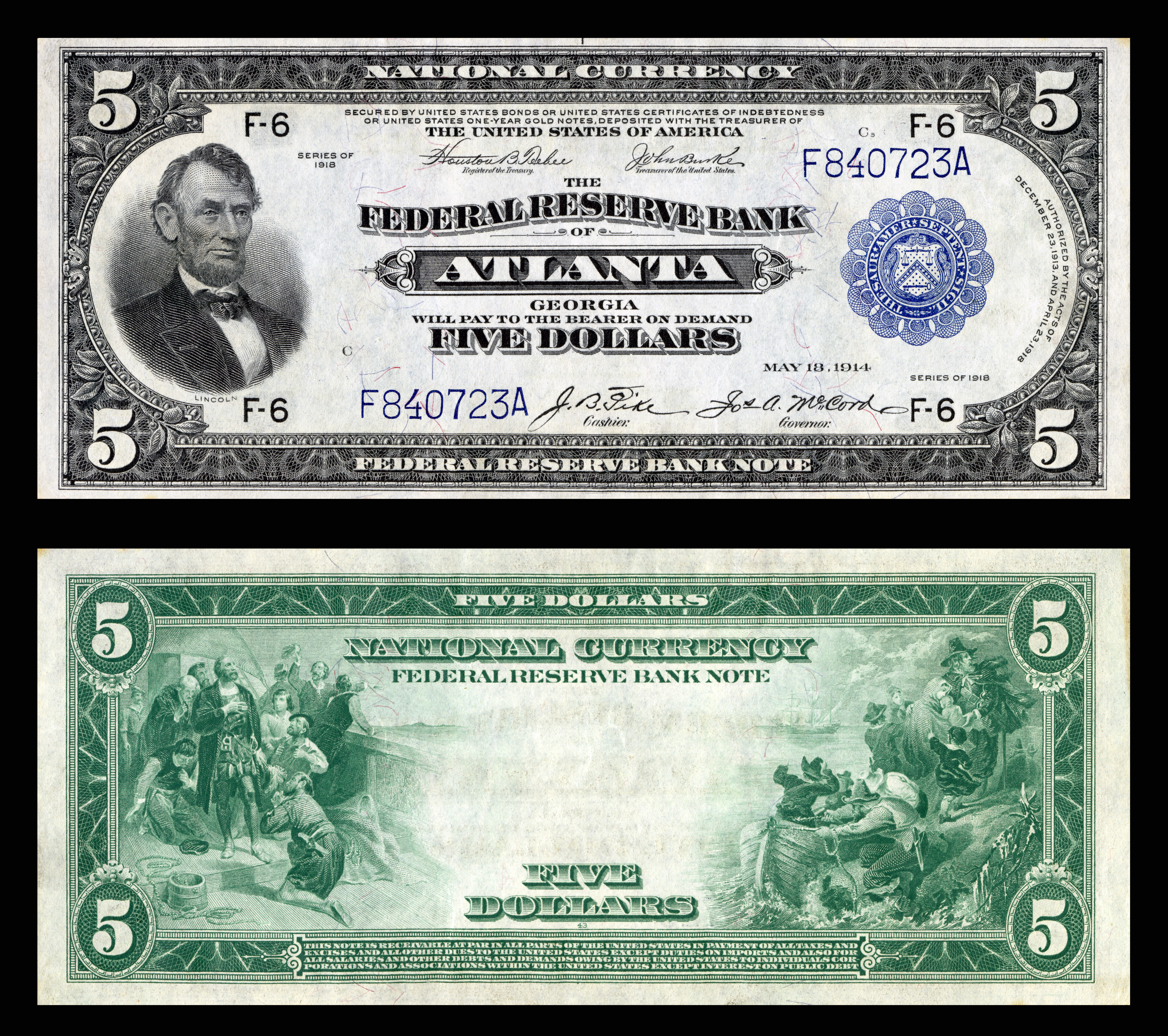
ورقة نقدية كبيرة الحجم من بنك الاحتياطي الفيدرالي بقيمة 5 دولارات، سلسلة 1918

بعد إنشاء نظام الاحتياطي الفيدرالي عام ١٩١٤، إلى جانب أوراق الاحتياطي الفيدرالي، وهي التزامات على نظام الاحتياطي الفيدرالي ككل، صُدرت أوراق بنك الاحتياطي الفيدرالي. كانت هذه الالتزامات مقتصرة على بنك الاحتياطي الفيدرالي الذي أصدرها فقط. في عام ١٩٢٩، وكغيرها من الأوراق النقدية، تحولت إلى أوراق صغيرة الحجم. توقف إصدارها عام ١٩٣٤، ولم تعد متوفرة لدى البنوك منذ عام ١٩٤٥.